# شنيف (حفاش)

تعديل مصدري - تعديل

شنيف هي إحدى قرى عزلة الملاحنة بمديرية حفاش التابعة لمحافظة المحويت، بلغ تعداد سكانها 179 نسمة حسب تعداد اليمن لعام 2004.